# Фоджа (футбольний клуб)
«Фоджа» (італ. Foggia) — професійний італійський футбольний клуб з однойменного міста. Виступає у третьому дивізіоні Італії. Домашні матчі проводить на стадіоні «Піно Закерія», який вміщує 25 085 глядачів.

## Історія
Футбольний клуб «Фоджа» було засновано у 1920 році. Перші 40 років команда грала у нижчих лігах. У 1964 році клуб вперше завоював путівку до Серії А. У дебютному в еліті сезоні дияволята фінішувли на 9-й позиції, в основному завдяки хорошим виступам на домашній арені. На найвищому рівні команда тоді провела 3 сезони, а протягом наступних 10 років «Фоджа» виступала по черзі в Серії А і Серії B.
Наступного разу «Фоджа» виборола право грати у вищому дивізіоні у 1970 році, але перебування в Серії А тривало всього сезон. У 1973 році відбулося повернення до еліти — знову не один сезон. Знову вийшовши до вищої ліги у 1976 році, команда завершила сезон 1976-77 на 13-му місці, а в наступному вчергове вилетіла з 15-го місця. Одним з найвідоміших гравців клубу у цей період був півзахисник Луїджі Дельнері.
У 1980-ті роки «Фоджа» виступала у нижчих лігах. У 1989 році під керівництвом чеського спеціаліста Зденека Земана команда повернулась до Серії B. У той час кольори клубу захищав нападник Джузеппе Сіньйорі. У 1992 році «Фоджа» дуже успішно для себе завершила сезон Серії А, зайнявши 9-е місце в лізі. В останньому раунді, однак, дияволята вдома поступились «Мілану» з рахунком 2-8. Після завершення сезону Сіньйорі перейшов до «Лаціо», а Земан почав перебудову команди. Після двох сезонів чеський тренер покинув «Фоджу».
Від'їзд Земана змінив обличчя команди. Першу частину сезону 1994-95 команда провела цілком успішно, але у другій половині спостерігалося зниження форми і «Фоджа» вилетіла до Серії B. Через 4 роки клуб опинився в Серії C1, а ще через рік в Серії С2.
«Фоджа» (Foggia Calcio) збанкрутувала у 2004 році, проте її місце зайняла U.S. Foggia. Цей клуб став банкрутом у 2012 році і продовжувачем історії «Фоджі» стала нова компанія A.C.D. Foggia Calcio.